# Miura X8
O X8 é um automóvel esportivo fora de série produzido pela Miura de 1987 a 1990. Foi apresentado durante o Brasil Transpo 87. 
O Miura X8 marcou a história da marca por apresentar uma carroceria diferente dos demais modelos da marca. Tinha nova frente, além do vidro traseiro envolvente, tampa do porta-malas com aerofólio integrado e lanternas traseiras do Gol. O interior tinha bancos com regulagem elétrica e retrovisores com sensor de luminosidade e escurecimento automático para evitar ofuscamento. 
Teve poucas unidades produzidas.

## Características
- Nos primeiros modelos (87/88), o conjunto motor e câmbio eram o AP-1800 do Santana, posteriormente passaram para o AP-2000;
- As primeiras unidades do X8 eram do tipo Targa (semi-conversível), logo a seguir vieram os modelos com teto solar grande ou pequeno (padrão Karmann Ghia – Webasto) em fibra de vidro;
- O aerofólio traseiro (baixo) era incorporado à tampa do porta-malas;
- O X8 foi o primeiro Miura a ter uma barra de luz rítmica “Bargraph”, situada entre as sinaleiras dianteiras. Era acionada pelo computador de bordo, acendendo no ritmo da voz sintetizada;
- Equipado com um microprocessador de 13 funções, o computador de bordo transmitia mensagens faladas (sintetizadas) avisando o motorista: "Amarre o cinto de segurança", "Abasteça o tanque de combustível", "Solte o freio de mão", "Verifique a temperatura do motor", "Verifique a pressão do óleo", "Tire a chave da ignição", "ATENÇÃO, X8 ATIVADO!";
- Possuía acendimento automático das lanternas através de célula fotoelétrica;
- Lâmpadas “neon”, azuladas e cobertas com uma capa de acrílico roxa, também eram usadas no X8, situadas no vinco embaixo das lanternas traseiras;
- Nos primeiros modelos X8 equipados com turbocompressor (opcional), o manômetro da pressão do turbo, “Ishi Turbo”, era colocado no “pescoço da direção”;
- O volante era de desenho exclusivo com emblema “Miura X8”. Há referências do modelo “X8 Targa” e “Teto grande” com volante Walrod SP-2 de dois ou três raios;
- Todos os modelos possuem uma placa de acrílico refletiva vermelha, com a inscrição “MIURA”, entre as lanternas traseiras;
- Retrovisor interno “fotocrômico”(muda a intensidade “dia/noite”) nos modelos 89 em diante (opcional);
- Bancos com “regulagem elétrica”;
- As portas não tinham  “molduras”  para os vidros;
- Nos primeiros modelos a abertura do porta malas era com chave (externo), posteriormente passou a ser elétrica.

## Ficha técnica

### Motor (VW – AP 2000)
- Posição e cilindros: longitudinal dianteira, 4 em linha;
- Comando e válvulas por cilindro: no cabeçote, 2;
- Cilindrada: 1.984 cm3;
- Taxa de compressão 12,3:1 (álcool) e 8,5:1 (gasolina);
- Potência máxima: 112 cv (álcool) e 105 cv (gasolina), a 5.200 rpm;
- Torque máximo: 17,3 Kgfm (álcool) e 17 Kgfm (gasolina), a 3.400 rpm;
- Alimentação: um carburador de corpo duplo (Weber TLDZ/TLDE ou Brasol 2E/3E. Tanto álcool quanto gasolina).

### Câmbio
- Marchas e tração: 5 marchas com tração na roda dianteira.

### Freios
- Dianteiros: a disco sólido;
- Traseiros: a tambor.

### Direção
- Assistência hidráulica;
- Com regulagem de altura elétrica.

### Suspensão
- Dianteira: independente McPherson com estabilizador;
- Traseira: eixo de torção com estabilizador.

### Rodas
- Pneus:195/70 R aro 14;
- Scorro modelo “estrela”.

### Dimensões
- Comprimento: 4,36 m;
- Entre-eixos: 2,48 m;
- Capacidade do tanque: 75 litros;
- Peso: 930 kg.

### Desempenho
- Velocidade máxima: 200 km/h;
- Aceleração de 0 a 100 km/h: 10 s.

## Acessórios
- Computador de bordo com sintetizador de voz, Neon, Bargraph;
- Desembaçador traseiro, vidros elétricos;
- Retrovisor externo com controle elétrico;
- Retrovisor interno “fotocrômico” (a partir do modelo 89 – opcional);
- Abertura do porta-malas elétrico;
- Bancos com regulagem elétrica;
- Ar condicionado.
- Bancos/interior em couro;
- Acendimento automático das lanternas por célula fotoelétrica;
- Turbocompressor com intercooler – Ishikawajima – (opcional);
- Toca fitas Motorádio, equalizador Tojo;
- Abertura das portas por controle remoto.

## Cores disponíveis
- 87/88: ouro transparente, bordô, branco, branco perolizado, preto e preto ônix;
- 88/88: preto cadilac, branco polar, branco perolizado, bordô, bordô transparente, vermelho transparente, vermelho ferrari, vermelho magenta, vinho, prata andino, dourado, dourado minas e azul metálico III;
- 88/89: vermelho transparente, vermelho magenta, vermelho perolizado 89, vermelho, vinho, dourado, preto, preto cadilac, preto granito, amarelo, amarelo perolizado, branco polar, branco perolizado, azul metálico, azul itapema e prata andino.